# Microcaryum
- Commons
- Wikispecies

Microcaryum é um gênero de plantas pertencente à família Boraginaceae.